# Monument als Reis Mags
El Monument als Reis Mags, que es troba a la localitat alacantina d'Ibi, l'Alcoià, va ser inaugurat el 5 de gener de 1975.
Es troba a la plaça a la qual dona nom i va ser l'únic monument del món dedicat als tres Mags d'Orient fins a la construcció el 1986 d'un altre.
Ibi, com a bressol destacat de la indústria joguetera, va instal·lar el monument en una zona de la població que en aquell moment no estava molt urbanitzada. No obstant això, hui dia, s'ha convertit en una de les zones més dinàmiques i transitades de la ciutat. Cada any, la famosa cavalcada de Reis Mags acaba just davant del monument.
En 2007, la plaça dels Reis Mags va ser objecte d'una reforma integral que incloïa la seua total conversió en zona per a vianants, així com el canvi del paviment i el trasllat dels arbres que, fins aleshores, presidien la plaça. Amb l'eliminació d'aquests arbres tan frondosos, es va donar més importància al monument, el qual també va ser objecte d'una remodelació, ja que es va fabricar un nou suport per a l'estàtua amb una coberta de metall, es va modernitzar la font i es va afegir nova il·luminació, com els fanals de colors, que emulen planetes, per decorar la plaça.

## Autor
L'obra és de l'imatger granadí Aurelio López Azaustre (Granada, 1925-1988), qui va treballar d'aprenent als tallers d'imatgeria amb Navas Parell, Espinosa Cuadros i Domingo Sánchez Mesa. El 1940, ingressa a l'Escola d'Arts i Oficis i després es trasllada a Madrid per treballar amb l'escultor José Planes; després d'un concurs oposició, va guanyar la càtedra de Talla en Fusta a l'Escola d'Arts Aplicades de València el 1958. Va obtindre el títol de Mestre Imatger a l'Escola Superior de Belles arts Santa Isabel de Hungría de Sevilla el 1966 i com a catedràtic a l'Escola d'Art del carrer Gracia.
El seu gran reconeixement va arribar l'any 1974 quan va guanyar el primer premi amb la realització del monument d'Ibi, bressol de la indústria joguetera. L'enorme conjunt en marbre blanc pesa 5.800 quilograms i va ser realitzat en el taller que l'artista tenia al Zaidín (Granada), molt prop del carrer Santa Clara.
El cost de la imatge va ascendir a 6 milions de pessetes i des d'aleshores s'ha convertit en el símbol més popular de la ciutat. Va ser inaugurat el gener de 1975 i representa als tres Reis Mags repartint joguets als xiquets, coronat tot el grup per una estrela d'Orient.

## Incident
El 24 d'agost de 2012, dos funcionaris municipals van recolzar una escala sobre l'estrela de la part alta del monument i es van pujar a ella, el monument va cedir i va quedar destruït el cap d'un dels reis així com l'estrela mateixa. Un dels funcionaris va sofrir ferides de gravetat i va ser traslladat a l'hospital.